# وینسنت گلدمن
وینسنت گلدمن، نام بک شخصیت در سری رزیدنت ایول است. گلدمن فرمانده مأموران امنیتی شرکت آمبرلا، در مقر این شرکت در جزیره ی شینا بود. او در این جزیره به شکل مخفیانه یک پروژه ی تایرانت را مدیریت کرد. او چندین جوان از نژادهای گوناگون را ربود و پس از کشتن آنها هورمونی به نام Beta Hetero Nonserotonin از بدنشان استخراج کرد. او می‌خواست از این هورمون در پیشرفت پروژهٔ مخفیانه اش استفاده کند.
سرانجام نیز او به دست یکی از B.O.Wهای آزمایشی خود، به نام هیپنوس کشته شد.
- حضور او در این سری: رزیدنت ایول: بقا.